# Râul Valea Cireșului, Lozna
Râul Valea Cireșului este un curs de apă, afluent al râului Lozna

## Hărți
- Harta Munții Poiana Rusca  Arhivat în 12 martie 2010, la Wayback Machine.
- Harta Județului Caraș-Severin